# Refugi Tor

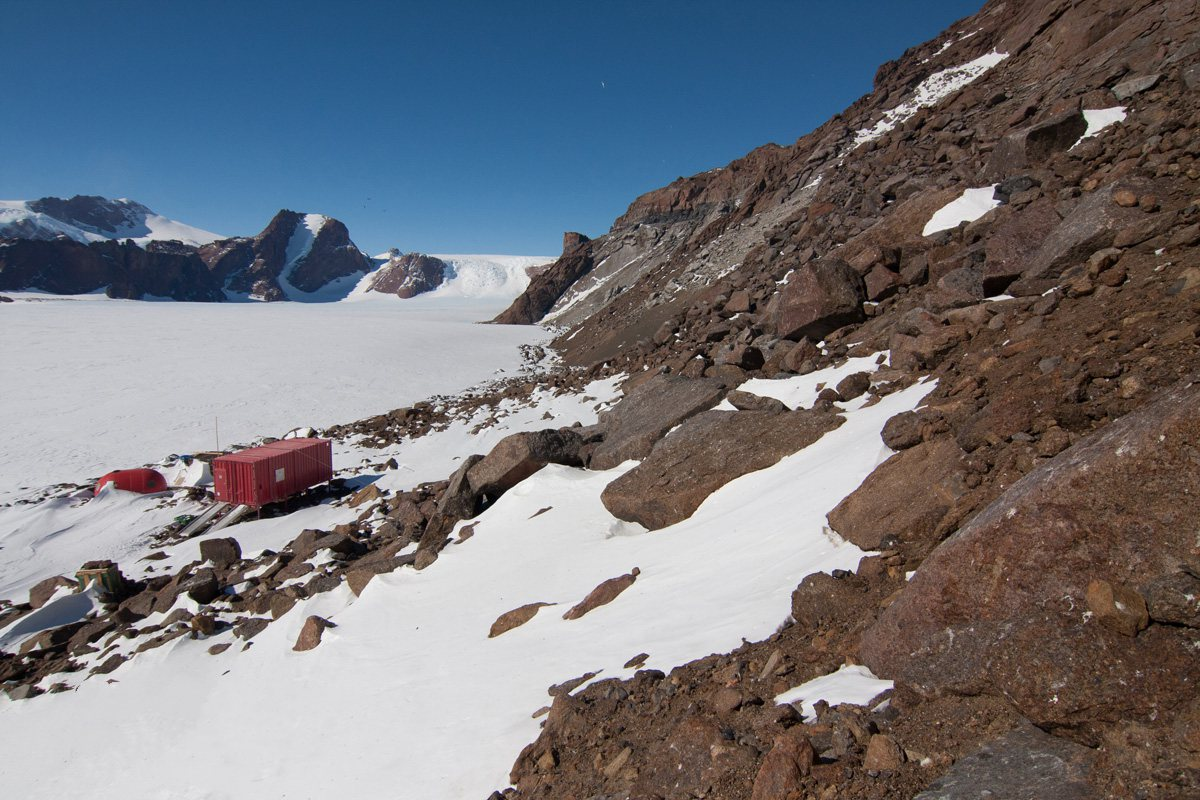
El refugi Tor l'any 2012.

El Refugi Tor -de vegades esmentat com a Base Tor - (en noruec: Forskningsstasjon Tor) és una base de recerca de camp per a observacions ornitològiques de Noruega a l'Antàrtida. Està situat a 1625 msnm en el nunatak Svarthamaren, a 200 km de la costa de la Princesa Marta a la Terra de la Reina Maud.
El refugi va ser establert en la temporada 1992-1993, i consta d'un contenidor aïllat de 3x8 m que serveix com a espai de vida i de treball. El refugi s'utilitza només durant l'estiu i l'allotjament es realitza en tendes de campanya. Noruega té una base permanent a l'Antàrtida, la Base Troll, situada a 100 km a l'oest de Tor, i de la qual depèn. Ambdues estacions són operades per l'Institut Polar Noruec.
La recerca a l'estació està centrada en la vida de les aus a les muntanyes Svarthamaren, que alberga una colònia interior d'aus marines, i la major població del món de Petrell antàrtic, amb prop de 250 000 parelles reproductores.
El refugi Tor està envoltat per una zona d'amortiment de 10 metres de diàmetre exclosa de la Zona Antàrtica Especialment Protegida ZAEP-142 - Svarthamaren, sota administració de Noruega.